# Asthenactis australis
Asthenactis australis is een zeester uit de familie Myxasteridae.
De wetenschappelijke naam van de soort werd in 2006 gepubliceerd door Donald George McKnight.